# Stibeutes curvispina
Stibeutes curvispina är en stekelart som först beskrevs av Thomson 1884.  Stibeutes curvispina ingår i släktet Stibeutes och familjen brokparasitsteklar. Arten är reproducerande i Sverige. Inga underarter finns listade i Catalogue of Life.